# Wilson River (vattendrag i Australien, Western Australia, lat -16,80, long 128,27)
Wilson River är ett vattendrag i Australien. Det ligger i delstaten Western Australia, omkring 2 100 kilometer nordost om delstatshuvudstaden Perth.
Omgivningarna runt Wilson River är i huvudsak ett öppet busklandskap. Trakten runt Wilson River är nära nog obefolkad, med mindre än två invånare per kvadratkilometer. Genomsnittlig årsnederbörd är 918 millimeter. Den regnigaste månaden är februari, med i genomsnitt 225 mm nederbörd, och den torraste är augusti, med 1 mm nederbörd.